# Valdas Tutkus

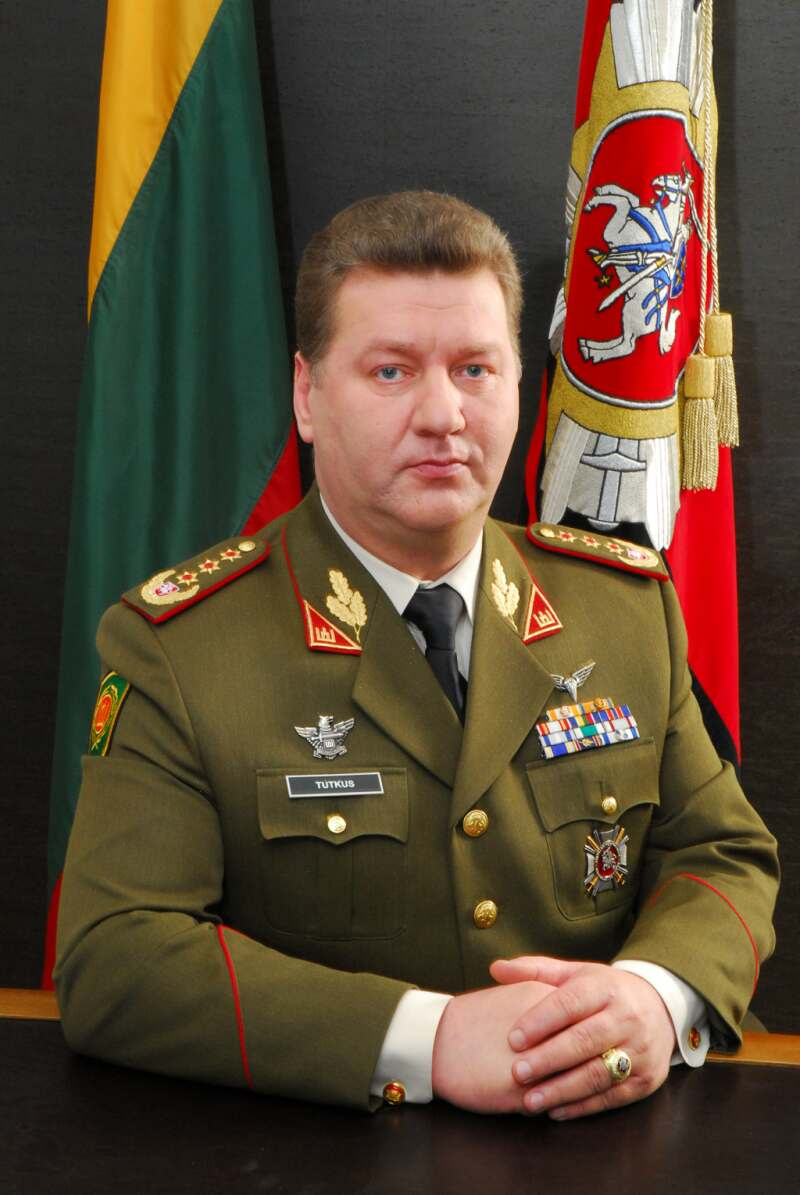
Valdas Tutkus (2008)

Valdas Tutkus (* 27. Dezember 1960 in Vilnius) ist ein ehemaliger Oberbefehlshaber der litauischen Streitkräfte, im Range eines Generalleutnants.

## Leben
Valdas Tutkus wurde in Vilnius, der Hauptstadt der damaligen Litauischen SSR geboren. Nach seiner Schulzeit entschied er sich für eine Karriere bei der Sowjetarmee.

### Militärische Laufbahn
Im Jahr 1982 absolvierte Valdas Tutkus in Taschkent die Kriegsschule. Zwischen 1983 und 1985 diente er als Leutnant im Afghanistankonflikt. Im Jahr 1991 absolvierte er ein Aufbaustudium an der Militärakademie „M.W. Frunse“ in Moskau. Im selben Jahr verließ er die Rote Armee im Rang eines Majors und schloss sich den im Wiederaufbau befindlichen litauischen Streitkräften an.
Dort übernahm er in den nächsten Jahren erste Führungsaufgaben auf Brigadeebene und im Verteidigungsministerium. Von 1995 bis 1996 studierte er am NATO Defense College in Rom. Am 3. Mai 1999 wurde er militärischer Vertreter Litauens bei der NATO und der EU sowie Verteidigungsattaché in Belgien.
Im August 2001 wurde Tutkus vom litauischen Präsidenten zum Befehlshaber der Landstreitkräfte ernannt. Damit verbunden war die kurze Zeit später erfolgte Beförderung zum Brigadegeneral. Seit dem 30. Juni 2004 war Valdas Tutkus militärischer Oberbefehlshaber der Streitkräfte Litauens. Noch im selben Jahr wurde ihm der Rang des Generalmajors und am 23. November 2007 der des Generalleutnants verliehen. In der Funktion des Armeechefs war Tutkus fünf Jahre tätig, bis er am 3. Juli 2009 feierlich verabschiedet wurde. Sein Nachfolger im Amt wurde Arvydas Pocius, der ihn 2004 schon als Befehlshaber der Landstreitkräfte abgelöst hatte. Seit dem  Ausscheiden  aus dem Militärdienst arbeitet er als freiberufliche Berater.